# Процес Мідрекс

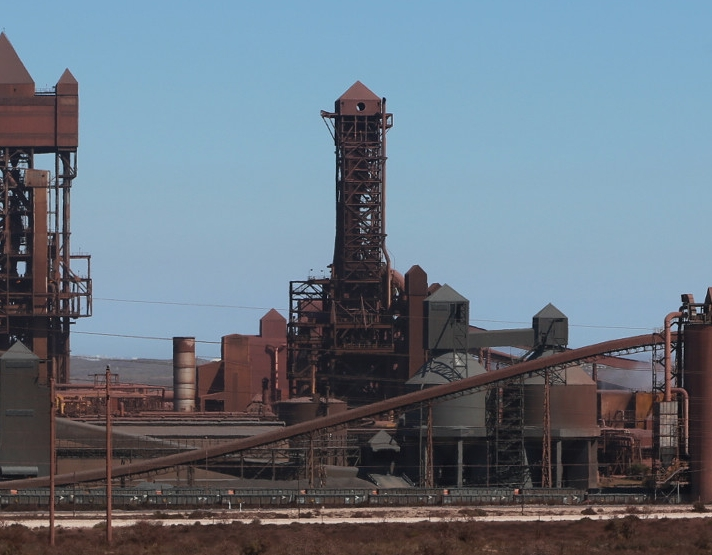
Установка Мідрекс на металургійному заводі Салданья у Південно-Африканській республіці.

Процес Мідрекс, також мідрекс-процес — один з багатьох способів позадоменного, безпосереднього (прямого), одержання заліза з залізної руди. Технологія Мідрекс полягає у відновленні у шахтній печі за рахунок природнього газу (металізації) котунів або грудкової руди. Процес може бути використаний, зокрема, у країнах, в яких немає покладів коксівного вугілля для виготовлення коксу, натомість є великі поклади природнього газу.
Технологія процесу Мідрекс належить компанії «Мідрекс Технолоджіс» («Midrex Technologies, Inc.»), що на 100 % є дочірньою компанією японської металургійної компанії «Kobe Steel». За даними самої компанії «Мідрекс Технолоджіс», у 2019 році в світі процесом Мідрекс було вироблено 65,4 млн т безпосередньо відновленного заліза, або 60,5 % від загальносвітового виробництва безпосередньо відновленого заліза різними способами. З 1969 по 2019 роки у 21 країні світу було побудовано біля 100 модулів Мідрекс.

## Історія

Частка процесу Мідрекс у виробництві безпосередньо відновленного заліза порівнянно з іншими процесами безпосереднього одержання заліза.

Процес прямого відновлення заліза Мідрекс був розроблений в США фірмою «Мідленд Росс». На базі цього процесу у 1969 році була збудована перша в світі фабрика в Портленді. Вже на початку 1970-х років у літературі відзначалося, що процес Мідрекс завоював за порівняно короткий час світове визнання.
У СРСР у відповідності з рішенням XXVI з'їзду КПРС на основі технології прямого одержання заліза методом Мідрекс на початку 1980-х років було побудовано Оскольський електрометалургійний комбінат ім. Л. І. Брежнєва у Білгородській області РРФСР — одне з найбільших підприємств подібного роду у світі на той час, гігант, — як про нього тоді писали, — бездоменної металургії. Проектування та постачання устаткування для Оскольського електрометалургійного комбінату здійснювала фірма «Віллі Корф А. Г.» з ФРН з групою німецьких фірм. Компанія придбала ліцензію на процес Мідрекс.
| Рік         | 1970 | 1975 | 1980 | 1985  | 1990  | 1995  | 2000  | 2005  |
| ----------- | ---- | ---- | ---- | ----- | ----- | ----- | ----- | ----- |
| Виробництво | 0,79 | 2,81 | 7,14 | 11,17 | 17,68 | 30,67 | 43,78 | 55,85 |

## Опис процесу

Схема процесу Мідрекс.

Окислені котуни подаються у проміжний бункер, звідки вони самопливом через завантажувальну трубу і далі кілька менших труб потрапляють у зону відновлення шахтної печі. Тут відбуваються реакції відновлення, що можуть бути описані такими сумарними рівняннями
Fe2O3 + 3H2 = 2Fe + 3H2O — 880 кДж/т
Fe2O3 + 3CO = 2Fe + 3CO2 + 250 кДж/т
Газ виходить з зони відновлення шахти печі окисленим до CO2, далі він поступає у скрубер, де очищається від пилу і охолоджується. Після охолодження колошниковий газ розділяється на 2 потоки — технологічний і паливний гази.
Технологічний газ, що містить СО2 стискується компресором, після чого подається у холодильник, де насичують його водяними парами. Технологічний газ змішують з підігрітим очищеним газом, суміш підігрівають у рекуператорі і подають у реакційні труби реформера. За технологічної необхідності використовують процес пароводяної конверсії природнього газу, тобто у технологічний газ додають окислювач — водяну пару. Конверсія провадиться у реакційних трубах на нікельвому каталізаторі за температури 900—920 °C. Проходять реакції
СН4 + Н2О = СО + 3Н2 — 8650 кДж/м³
СН4 + СО2 = 2СО + 2Н2 — 10500 кДж/м³
Тепло для нагрівання газу і конверсії газової суміші виділяється у реформері за рахунок спалювання паливної частини колошникового газу і доданого до нього природного газу. Повітря для спалювання газу подається повітродувкою.
Конвертований газ після корекції по вмісту СН4 з заданою температурою потрапляє у зону відновлення шахтної печі через кілька десятків фурменних отворів. Димові гази після реформера використовують у рекуператорі для підігрівання повітря, що йде на паливні реформера, а також для підігрівання змішаного і природного газів. Після цього димові гази за допомоги димососів викидаються через димову трубу у атмосферу.
Металізовані котуни через живильники постійної дії потрапляють у зону охолодження печі, де їхня температура знижується охолоджуючим газом. Вивантаження металізованих котунів здійснюється за допомоги маятникового вивантажувального пристрою, розташованого у нижній частині печі.

## Виноски
1. ↑  Direct Reduction Plant. www.kobelco.co.jp. Kobe Steel, Ltd. Архів оригіналу за 25 лютого 2021. Процитовано 7 березня 2021. (англ.)
2. ↑  2019 World Direct Reduction Statistics (PDF). www.midrex.com. Midrex Technologies, Inc. 2020. Архів оригіналу (PDF) за 10 червня 2021. Процитовано 7 березня 2021. (англ.)
3. ↑  Midrex plants. www.midrex.com. Midrex Technologies, Inc. 9.2019. Процитовано 7 березня 2021. {{cite web}}: Недійсний |deadurl=dead (довідка) (англ.)
4. 1 2 3   Г. П. Кривобороденко, А. М. Антонюк. Стратегічний метод інвестування галузей народного господарства України. // Інвестиції: практика та досвід. — 2009. — № 1. — С. 12-15. — Режим доступу: http://nbuv.gov.ua/UJRN/ipd_2009_1_4.
5. ↑   Вісник Академії наук Української РСР. № 7, 1974. С. 50.
6. ↑   Итоги науки и техники. Серия Производство чугуна и стали. Том 13. 1984. С. 51. (рос.)
7. ↑   СССР в цифрах. — М.: Статистика, 1981. — С. 159. (рос.)
8. ↑  World DRI Production. www.kobelco.co.jp. Kobe Steel, Ltd. Архів оригіналу за 18 листопада 2021. Процитовано 7 березня 2021. (англ.)